# Pishchanka (Dnipropetrovsk)
Pishchanka (en ucraniano: Піщанка) es un pueblo ucraniano perteneciente al óblast de Dnipropetrovsk. Situado en el centro del país, forma parte del raión de Samar y es centro del municipio (hromada) homónimo.

## Toponimia
El nombre del asentamiento en ruso es Peschanka (en ruso: Песчанка). 

## Geografía
Pishchanka se encuentra en la orilla izquierda del río Samara, al otro lado de Samar y 70 km al norte de Dnipró.  

## Historia
El pueblo fue fundado a principios del siglo XVIII en los terrenos del monasterio de Samar como la slobodá de Chernechia o Pishchana Samar (en ucraniano: Піщана Самарь). Las personas que servían a la economía del monasterio vivían en el asentamiento. Posteriormente, los cosacos del sich de Zaporiyia comenzaron a asentarse en estas tierras.

## Demografía
La evolución de la población de Pishchanka entre 1886 y 2001 fue la siguiente:
| 2210                                                          | 4228 |
| (Fuente: Cities & Towns of Ukraine y UKRAINE: Größere Städte) |      |

Según el censo de 2001, la lengua materna de la mayoría de los habitantes, el 91,75%, es el ucraniano; del 7,88%, el ruso.

## Infraestructura

### Transporte
Las carreteras M04-E50 y M18-E105 atraviesan el pueblo. 